# Jonas Ahlstedt

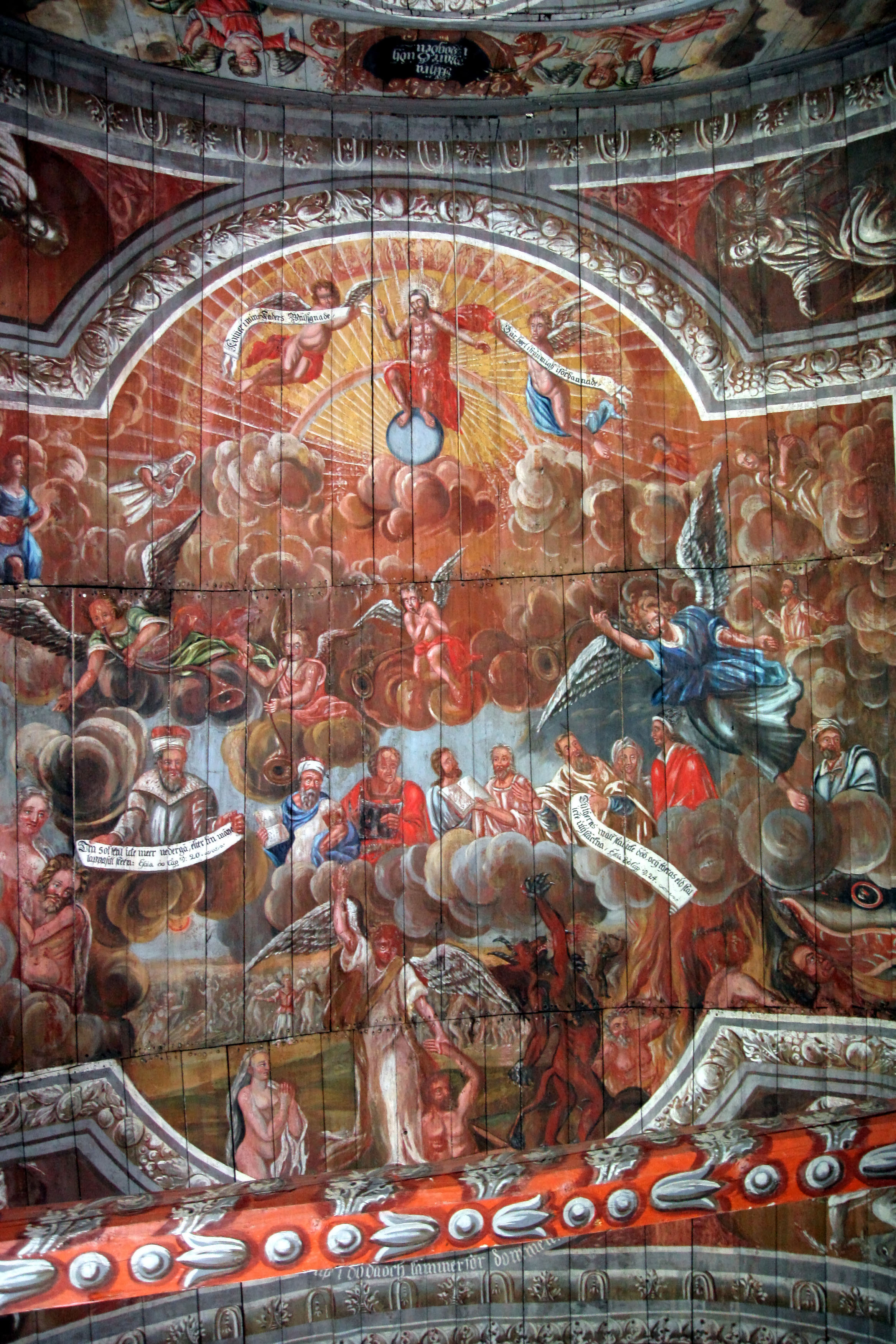
Yttersta domen i Svenneby gamla kyrka målad av Jonas Ahlstedt.

Jonas Andersson Ahlstedt, född cirka 1718, död 6 september 1770 i Uddevalla, var en svensk kyrkomålare.

## Biografi
Ahlstedt skrevs in som lärling hos Alexander Fox och Christian von Schönfeldt i början av 1730-talet och blev mästare i Göteborgs målareämbete 1740. Han var bosatt i Uddevalla och gifte sig 1740 med Margareta Strömberg. 
Som kyrkomålare var Ahlstedt starkt påverkad av Christian von Schönfeldt och målade sina kyrkointeriörer i senbarockstil. 

## Verk
- 1741 Svenneby gamla kyrka. Takmålningar. Bevarat.
- 1742-1746 Fiskebäckskils kyrka. Takmålningar, renovering av altartavla, tre stolar och altarfot. Takmålningar bevarade under nuvarande målningar och delvis synliga.
- 1743 Lane-Ryrs kyrka. Takmålningar. Bräderna bevarade vid Bohusläns museum.
- 1744 Mollösunds kyrka. Arbete i kyrkan. Försvunnet.
- 1752 Röra kyrka. Takmålningar. Försvunnet.
- 1753-1754 Forshälla kyrka. Målningar av läktare och dörrar. Försvunnet.
- 1755 Hede kyrka. Målning av kyrkorummet. Altartavla, läktare och predikstol bevarade.
- 1755 Sanne kyrka. Altartavla. Bevarad. Gardin över östgavel, altarring. Försvunna.
- 1757-1758 Tegneby kyrka. Takmålningar, läktare och stolar. Försvunnet